# 3769-es busz
A 3769-es jelzésű autóbuszvonal Rudabánya, Kazincbarcika és Miskolc között húzódó regionális vonal, amelyet a MÁV Személyszállítási Zrt. üzemeltet.

## Útvonala
A rudabányai központi fürdő megállótól indul. A Petőfi Sándor úton kezdi el útját, eltávolodik a Szendrő felé közlekedő buszvonalatól, érinti az egykori vasútállomást, majd elhagyja a kisvárost Kazincbarcika felé.
Első települése irányába erdős részen át és az Erdőszálláson át halad, az Ormos-patak partján. Az immáron lassan kettő évtizede megszűntetett Kazincbarcika–Rudabánya-vasútvonal nyomvonalán Ormosbányára hajt be, itt észak-déli irányban átgázol rajta többekközött iskoláján, majd sportpályáján, csak úgy mint a szomszédos Izsófalván is, ahol szintúgy minden megállóban, ezáltal a kórháza közelében, a központjában és a Kurityán felé eső részében is megáll. Később bányatavak és a rudolftelepi elágazás után (a községbe nem tér be) az egymással összenőtt Szuhakálló, Alberttelep és Múcsony településeket tárja fel ilyen sorrendben, innen jár egy úton a Felsőnyárád irányából érkező buszokkal, majd a falvak délkeleti részétől az Edelény irányából közlekedő járatokkal is együtt porolják a 2606-os mellékutat. A vonal 15. kilométerén, illetve a Miskolc–Bánréve–Ózd-vasútvonal keresztezése után éri el Borsod-Abaúj-Zemplén megye 3. legnagyobb városát, Kazincbarcikát. A várost mindössze az egykori Borsodi Vegyi Kombinát (mai nevén BorsodChem Zrt.) nevet viselő vegyipari létesítmény mentén kialakított Szent Flórián téri buszállomás erejéig érinti, mivel innen folytatja kilométereit a 26-os főúton.
A régió egyik legnagyobb gyárának helyet adó BorsodChem nagy helyen terül el. Tovább a Miskolc–Bánréve–Ózd-vasútvonallal párhuzamosan, a különböző üzemei mentén gyorsjárati jellege végett csak egy megállóban – PVC gyár bejárati út – biztosított a bejutás az ipari parkba. Ily módon éri el Sajószentpétert. A szintén Sajó parti városnak északnyugati végén indul neki, ezalatt három nagyobb elágazáson megy túl, elsőként az alacskain, majd a parasznyain (melyhez közel a vasútállomásához leágazó bekötőút is), végül az edelényin, ahonnan a 27-es főút ágazik ki. Később délkeleti végén távolodik el innen, a 2023 decemberében átadott elkerülőjéhez – 260-as főút – tartozó körforgalmon keresztül. A továbbiakban a 26-os négysávos szakaszán közlekedik, öt közlekedési csomópont mentén – melyekben nem áll meg –, ezek sorjában a piltatanyai, a sajóbábonyi, a sajókeresztúri, a már évek óta nem üzemelő Borsodi Ércelőkészítő Műi, és a szirmabesenyői elágazások. A 8 kilométer alatt az összes Sajóbábony, Sajóecseg, Szirmabesenyő, Sajókeresztúr és Sajóvámos irányából jövő buszjárathoz csatlakozik.
A vonal 33. kilométerén Borsod-Abaúj-Zemplén megye központjára, Miskolcra érkezik. A Belvárosba robog déli irányban, a Szentpéteri kapun keresztül, többek között erre található a megye központi kórháza, a miskolci húszemeletes, valamint az útból ágazik ki az egykori miskolci repülőtér felé vezető szakasz is, egy bevásárlóközponti csomópontban. Végállomása a miskolci autóbusz-állomás, a Belvárosban elhelyezkedő Búza tér.

## Közlekedése
Indításai munkanapokon történnek, reggelente egyetlen odairányban. A térségben jelentős szerepet lát el a reggeli miskolci kapcsolat, Rudabányán a buszra Kánó (4095) és Szendrő (4083) felől is át lehet szállni, mely az iskolai tanév során csuklósbusszal közlekedik a nagy igények miatt, azzal szemben, hogy Kazincbarcikára 5 másik járat indul 50 perc leforgása alatt.
Régebben délutánonként Miskolcról is történt indítás, de ennek lehetőségét az évek múltán elvetették. A nap során mindkettő irányban iskolai napokon körülbelül 25 alkalommal közel azonos idő alatt, kazincbarcikai átszállással létesített a kapcsolat.

### Törzsjárművei
Rudabánya és Miskolc között szóló és csuklós autóbuszok is közlekednek.
- az SWR-580 rendszámú Volvo 8900,
- az AA JB-319 rendszámú Credo Econell 18 Next autóbuszok.

| Viszonylat                                     | Indításszám | Közlekedési rend |
| ---------------------------------------------- | ----------- | ---------------- |
| Rudabánya, központi fürdő ➝ Miskolc, aut. áll. | 1 oda       | munkanapokon     |

## Megállóhelyei
| 0  | Rudabánya, központi fürdő végállomás                | 0.0 km  | 4080, 4081, 4082, 4083, 4084, 4095, 4108, 4120 |
| 1  | Rudabánya vasútállomás, bejárati út                 | 0.9 km  | 4080, 4081, 4082, 4083, 4084, 4095 |
| 2  | Ormosbánya, Bányász utca 28.                        | 4.7 km  | 4080, 4081, 4082, 4083, 4084, 4095 |
| 3  | Ormosbánya, iskola                                  | 5.6 km  | 4080, 4081, 4082, 4083, 4084, 4095 |
| 4  | Ormosbánya, sporttelep                              | 6.1 km  | 4080, 4081, 4082, 4083, 4084, 4095 |
| 5  | Izsófalva, szakkórház                               | 7.4 km  | 4080, 4081, 4082, 4083, 4084, 4095 |
| 6  | Izsófalva, községháza                               | 8.5 km  | 4080, 4081, 4082, 4083, 4084, 4095 |
| 7  | Izsófalva, kurityáni elágazás                       | 9.0 km  | 4080, 4081, 4082, 4083, 4084, 4095 |
| 8  | Szuhakálló, II. akna bejárati út                    | 10.4 km | 4080, 4081, 4082, 4083, 4084, 4095 |
| 9  | Szuhakálló, ormosi elágazás                         | 11.0 km | 4080, 4081, 4082, 4083, 4084, 4095 |
| 10 | Múcsony (Alberttelep), kultúrház                    | 11.3 km | 3774, 4069, 4070, 4075, 4078, 4079, 4080, 4081, 4082, 4083, 4084, 4095 |
| 11 | Múcsony, kazincbarcikai elágazás                    | 12.2 km | 3772, 4040, 4041, 4043, 4044, 4069, 4070, 4075, 4078, 4079, 4080, 4081, 4082, 4083, 4084 |
| 12 | Kazincbarcika, VGV telep                            | 15.2 km | 3772, 4040, 4041, 4043, 4044, 4069, 4070, 4075, 4078, 4079, 4080, 4081, 4082, 4083, 4084 |
| 13 | Kazincbarcika, Szent Flórián tér autóbusz-váróterem | 15.9 km | 1054, 1369, 1384, 1410, 1411 3756, 3763, 3764, 3765, 3766, 3767, 3770, 3772, 3773, 4040, 4041, 4043, 4044, 4045, 4046, 4047, 4048, 4050, 4052, 4058, 4059, 4061, 4062, 4063, 4065, 4066, 4067, 4069, 4070, 4075, 4079, 4080, 4081, 4082, 4083, 4084, 4194 |
| 14 | Berente, PVC gyár bejárati út                       | 18.8 km | 1369, 1384, 1410, 1411 3756, 3763, 3764, 3765, 3766, 3767, 3770, 3773, 4045, 4046, 4047, 4048, 4050, 4052, 4058, 4061, 4062, 4063, 4067, 4070, 4075, 4081, 4082 |
| 15 | Sajószentpéter, parasznyai elágazás                 | 21.8 km | 1369, 1384, 1410, 1411 3754, 3756, 3761, 3763, 3764, 3765, 3766, 3767, 3770, 3773, 4049, 4050, 4051, 4098 |
| 16 | Sajószentpéter, posta                               | 22.4 km | 1384 3754, 3761, 3763, 3764, 3765, 3770, 3773, 4098 |
| 17 | Sajószentpéter, edelényi elágazás                   | 23.1 km | 1369, 1384, 1410, 1411 3754, 3761, 3763, 3764, 3765, 3766, 3767, 3770, 3773, 4098 |
| 18 | Miskolc, Stromfeld laktanya                         | 33.2 km | 1369, 1384, 1410, 1411 3700, 3701, 3702, 3703, 3704, 3705, 3707, 3708, 3709, 3711, 3714, 3754, 3757, 3760, 3761, 3763, 3764, 3765, 3766, 3767, 3770, 3772, 3773, 3774, 3775, 3776, 3777 |
| 19 | Miskolc, repülőtér bejárati út                      | 34.2 km | 3, 3A, 8, 12, 12G, 14, 14G, 20, 24, 36, 54, 240, 914 1369, 1384, 1410, 1411 3700, 3701, 3702, 3703, 3704, 3705, 3707, 3708, 3709, 3711, 3714, 3754, 3757, 3760, 3761, 3763, 3764, 3765, 3766, 3767, 3770, 3772, 3773, 3774, 3775, 3776, 3777 |
| 20 | Miskolc, megyei kórház                              | 35.1 km | 3, 3A, 12, 12G, 14, 14G, 20, 24, 36, 54, 914 1369, 1384, 1410, 1411 3700, 3701, 3702, 3703, 3704, 3705, 3707, 3708, 3709, 3711, 3714, 3754, 3757, 3760, 3761, 3763, 3764, 3765, 3766, 3767, 3770, 3772, 3773, 3774, 3775, 3776, 3777 |
| 21 | Miskolc, autóbusz-állomás végállomás                | 37.0 km | 1, 1G, 3, 3A, 4, 7, 11, 12G, 20, 20A, 24, 28, 32, 34G, 35, 43, 44, 45, 101B, 900, 914, 935 1050, 1053, 1369, 1370, 1372, 1373, 1374, 1375, 1376, 1377, 1380, 1381, 1383, 1384, 1410, 1411 3700, 3701, 3702, 3703, 3704, 3705, 3706, 3707, 3708, 3709, 3710, 3711, 3712, 3714, 3715, 3716, 3717, 3718, 3719, 3720, 3721, 3722, 3723, 3724, 3726, 3727, 3728, 3729, 3730, 3731, 3733, 3734, 3735, 3736, 3737, 3738, 3739, 3740, 3741, 3742, 3743, 3744, 3745, 3746, 3747, 3748, 3749, 3750, 3751, 3752, 3753, 3754, 3755, 3757, 3760, 3761, 3764, 3765, 3766, 3767, 3770, 3772, 3773, 3774, 3775, 3776, 3777, 4019 |